# Alexei Olegowitsch Simakow
Alexei Olegowitsch Simakow (russisch Алексей Олегович Симаков; * 7. April 1979 in Swerdlowsk, Russische SFSR) ist ein ehemaliger russischer Eishockeyspieler.

## Karriere
Alexei Simakow begann seine Karriere als Eishockeyspieler in seiner Heimatstadt in der Nachwuchsabteilung von Junost Jekaterinburg. Von dort aus wechselte er zu Dinamo-Energija Jekaterinburg, für dessen Profimannschaft er zwischen 1997 und 2002 in der Superliga und der zweitklassigen Wysschaja Liga aktiv war. Anschließend verbrachte der Flügelspieler drei Jahre beim Superliga-Teilnehmer Neftechimik Nischnekamsk, wobei er die Saison 2004/05 beim Ligarivalen Ak Bars Kasan beendete. Die folgende Spielzeit verbrachte er daraufhin erneut bei Neftechimik Nischnekamsk. 
Von 2006 bis 2008 stand Simakow beim HK ZSKA Moskau in der Superliga unter Vertrag. Zur Saison 2008/09 wechselte er zum SKA Sankt Petersburg, für den er in der neu gegründeten Kontinentalen Hockey-Liga allerdings nur ein einziges Spiel bestritt, ehe er von dessen Ligarivalen HK Metallurg Magnitogorsk verpflichtet wurde. Mit Metallurg konnte er vor allem auf europäischer Ebene in der Premierenspielzeit der Champions Hockey League überzeugen, in der er mit seiner Mannschaft erst im Finale den ZSC Lions aus der Schweiz unterlag. Die Spielzeit beendete er allerdings bei seinem Ex-Klub HK ZSKA Moskau. 
In der Saison 2009/10 trat Simakow für den KHL-Neuling Awtomobilist Jekaterinburg an. Ab der Saison 2010/11 stand er erneut für Neftechimik Nischnekamsk auf dem Eis. Ende Dezember 2011 wechselte er innerhalb der KHL zum HK Jugra Chanty-Mansijsk. 
Seit Juli 2012 stand Simakow bei Awtomobilist Jekaterinburg unter Vertrag und bekleidete dort in der Saison 2012/13 das Kapitänsamt. Vom Juli 2018 bis Mai 2019 spielte er für CS Progym Gheorgheni.

### International
Für Russland nahm Simakow 2005, 2006, 2007 und 2008 jeweils an der Euro Hockey Tour teil. Dabei erzielte er in 31 Länderspielen zwei Tore und gab acht Vorlagen.

## Erfolge und Auszeichnungen
- 1999 Aufstieg in die Superliga mit Dinamo-Energija Jekaterinburg
- 2009 2. Platz in der Champions Hockey League mit dem HK Metallurg Magnitogorsk

## KHL-Statistik
(Stand: Ende der Saison 2010/11)